# Edouard Simonet
Pour les articles homonymes, voir Simonet.
Edouard Simonet, né le 5 septembre 1989, est un cavalier belge d'attelage.
Il est médaillé de bronze en individuel et par équipes avec Dries Degrieck et Glenn Geerts aux Jeux équestres mondiaux de 2018.